# Jagtfalk
Jagtfalken (Falco rusticolus) er den største falkeart. Det er en rovfugl som yngler ved arktiske kyster og øer i Nordamerika, Europa og Asien. Den er hovedsageligt en standfugl, men nogle jagtfalke strejfer omkring efter ynglesæsonen eller om vinteren. Fjerdragten varierer gennem udbredelsesområdet med nuancer fra hvid til mørkebrun. Gennem århundreder er jagtfalken blevet brugt af mennesker til jagt. Den er et nationalt symbol i Island.